# 볼라퓌크
볼라퓌크(Volapük)는 대중적 지지와 인기를 얻은 첫 근대적 국제어이다. 독일의 사제 요한 마르틴 슐라이어가 1880년에 발표하였다. 초창기에는 많은 인기를 얻었으나, 곧 조직 내부의 분열과 경쟁 국제어 에스페란토의 등장으로 급속히 쇠퇴하였다. 비록 국제어로서 대중적 보급에는 실패했지만, 당시 국제언어로 외교에서 흔히 통용되던 프랑스어를 넘어서 "중립적인 국제어 도입의 가능성"을 보여준 최초의 인공어로서 의의가 있다.

## 원안과 개정안의 차이점
- 인식하기 어려운 어휘의 개정: Nelij → Linglän(영국) Täl → Litaliyän(이탈리아)
- /r/의 부활[1]: lilöm → rein(비) lilädön → reidön(읽다)
- 수사의 개정: bal(1) tel(2) → bals(10) tels(20)와 같이 10단위수를 1단위수에 -s를 붙여 표현하던 것을 teldeg으로 고침
- 동사의 활용형중 불필요한 부분을 간단히 고침: löfobsok(재귀활용형) → löfobs okis
- 중성형 대명사 도입
- 성차별적 어근의 조정: blod(형제) ji-blod(자매)[2] → sör(자매)

## 성질
볼라퓌크의 어휘는 영어를 기초로 하되 크게 변형시켰고, 음운과 문법은 그의 모어인 독일어와 불어의 문법을 참고하여 만들어졌다.

### 음운 및 철자
볼라퓌크의 음운론은 크게 영어를 기본으로 하였고, 프랑스어와 독일어의 영향을 받았다. 특히 움라우트 사용, 〈z〉의 발음 등은 독일어의 것을 그대로 차용하였다. 철자및 발음의 대응은 국제어인 만큼, 기본적으로 규칙적으로 고정되었으나, 사용자의 모어에 따라서 달리 발음되기도 하였다. 철자 〈j〉의 발음 /ʃ/(영어의 〈sh〉)은 매우 특이한데, 볼라퓌크 외에 이 철자를 이 음으로 읽는 예는 없다.
슐라이어의 원안 볼라퓌크에는 /r/ 음을 사용하지 않았는데, 슐라이어는 이는 중국어가 /r/ 음운을 포함하지 않으므로 중국인들을 위한 배려라고 설명하였다. (그러나 슐라이어의 주장과는 달리 표준 중국어는 유사한 ɻ음을 포함한다.) /r/ 발음은 아리 더 용(Arie de Jong)의 개정안에서 정식으로 사용이 결정되었고, 영어에서 차용한 볼라퓌크 어휘들 중 /r/ 음이 들어가는 것은 모두 환원되었다.

슐라이어는 움라우트 모음에 대한 새로운 형태의 자모를 고안했으나 거의 쓰이지 않았다

volapük의 vol은 영어: world에서, pük은 영어: speak에서 등 보는 바와 같이 음절구조는 CVC의 구조를 엄격하게 적용하였다. Litaliyän(이탈리아)과 같이 모음으로 시작하는 국명이라도 반드시 자음으로 시작하도록 변형시켰다.
| 글자 | IPA            |
| ---- | -------------- |
| a    | [a]            |
| ä    | [æ] 또는 [ɛ]   |
| b    | [b]            |
| c    | [tʃ] 또는 [dʒ] |
| d    | [d]            |
| e    | [e]            |
| f    | [f]            |

| 글자 | IPA          |
| ---- | ------------ |
| g    | [ɡ]          |
| h    | [h]          |
| i    | [i]          |
| j    | [ʃ] 또는 [ʒ] |
| k    | [k]          |
| l    | [l]          |
| m    | [m]          |

| 글자 | IPA          |
| ---- | ------------ |
| n    | [n]          |
| o    | [o]          |
| ö    | [ø]          |
| p    | [p]          |
| r    | [r]          |
| s    | [s] 또는 [z] |
| t    | [t]          |

| 글자 | IPA            |
| ---- | -------------- |
| u    | [u]            |
| ü    | [y]            |
| v    | [v]            |
| x    | [ks] 또는 [ɡz] |
| y    | [j]            |
| z    | [ts] 또는 [dz] |

### 문법
기본적으로 유럽어의 특징을 바탕으로 하되, 여기에 교착어적 성격을 덧붙였다. 독일어와 같이 볼라퓌크에도 네 가지 격(주격, 소유격, 여격, 대격)이 있으며, 각각 격어미를 써서 구분한다. 동사의 활용은 시제, 법, 성과 수에 따라 다양한 활용이 가능했는데, 모든 활용형을 다 나열하면 무려 1,584가지나 되었으며, 이는 타 인공어 지지자들로부터 볼라퓌크가 배우기 어렵다고 비난받는 이유중에 하나였다. 물론 이들 동사 활용은 상당수가 선택적이어서, 그들 대부분은 실제로 사용되지 않아도 무방한 경우가 대부분이며, 아리에 데 용은 일부 동사 활용도 간소화시켰다. 에스페란토의 -o와 같이 명사는 별도로 명사 표시를 갖지 않았으며, 형용사는 형용사 어미 -ik로 표시되었다. 그러나 에스페란토에 비하면 격의 개념 등 배우기 어려운 점이 있었으며, 발음 시에는 비슷한 활용형이 중복되어 발음의 구별이 어려운 점등의 난점이 있었다. 이러한 난점들은 모두 에스페란토 등장 이후 지지자들이 옮겨가는 중요한 원인이 되었다.

## 역사

### 초기
독일의 로마 가톨릭교회 사제인 요한 마르틴 슐라이어(독일어: Johann Martin Schleyer)가 1879년 구상하였다. 슐라이어에 따르면, 그는 꿈에서 하느님으로부터 세계어를 만들라는 계시를 받고 영감을 얻어 이 언어를 만들게 되었다고 한다. 슐라이어는 볼라퓌크를 1880년 발표하였고, 곧 대중적 지지와 인기를 얻었다. 볼라퓌크 아카데미가 설립되었으며, 각국에서 급속도로 지지자들이 생겨났다. 25개 언어로 316가지의 교재가 발간되었고, 세 차례의 국제 대회(1884년-프리드리히스하펜, 1887년-뮌헨, 1889년-파리)가 열렸다.

### 조직의 분열
1887년 이후부터 볼라퓌크 운동 조직 내부의 분열과 갈등이 대두되기 시작하였다. 볼라퓌크의 창시자 슐라이어는 융통성이 없는 완고한 성격으로, 볼라퓌크에 대한 모든 권한을 독점하려 하였고, 특히 자신의 언어를 완벽한 것으로 치부하여, 실제 사용자들에게서 지적된 문제점에 대해서 전혀 귀를 기울이지 않았다. 또한 자발적 지지자들이 만든 조직인 볼라퓌크 아카데미의 권위를 인정하지 않았다.
지지자들은 슐라이어 지지파와 아카데미 지지파로 나뉘어 다투었고, 슐라이어의 독선적 태도에 실망한 아카데미 지도부가 환멸을 느끼고 조직을 떠나거나, 볼라퓌크의 문제점을 개선한 신종 인공어를 들고 나와 분열하기 시작하였다. 볼라퓌크 아카데미는 곧 이디옴네우트랄(Idiom Neutral)이라는 다른 인공어를 지지하기 시작하였다.
이러한 핵분열은 마침 새로 등장한 에스페란토와 맞물리면서 비열성적인 지지자들이 대거 에스페란토로 이동하기 시작했으며, 슐라이어의 사망 이후에는 구심점마저 잃어 버리면서 볼라퓌크 운동은 크게 쇠퇴하였다.

### 개정안 볼라퓌크
네덜란드의 아리 더 용(네덜란드어: Arie de Jong, 1865~1957)은 볼라퓌크의 문법 요소와 어휘 등 기본규칙을 수정한 개정안 볼라퓌크를 발표하였고, 남아 있는 볼라퓌크 지지자들은 더 용의 개정안을 수용하였다. 그러나 곧이은 제2차 세계 대전 때문에 볼라퓌크 운동은 크게 성장하지 못하였다.
현재 대부분의 볼라퓌크의 지지자들은 더 용의 개정안을 사용한다. 현재까지도 볼라퓌크 위키백과 등을 통해 볼라퓌크 운동은 명맥을 이어오고 있다.

## 관용구 및 기타
- 에스페란토 단어 volapukaĵo ("볼라퓌크한 것")는 속어로 난센스를 의미한다. 이는 볼라퓌크의 난해성을 조롱하는 농담이다.
- 당대의 암호 전문가들이 볼라퓌크의 이용 가능성에 대하여 일부 관심을 가졌다. 그중에서는 볼라퓌크 운동에 투신한 인물도 있었다.
- 볼라퓌크 화자인 아버지에게서 태어난 볼라퓌크 모어 화자의 여성이 있었다고 전해진다. 그러나 그녀는 볼라퓌크를 모어로서 활용할 기회를 거의 갖지 못한 것으로 전해진다. 비슷한 사례(인공어를 자녀에게 모어로 전수하는 사례)는 클링온어의 경우에도 존재한다.

## 예문
볼라퓌크로의 주기도문은 다음과 같다.

O Fat obas, kel binol in süls,

paisaludomöz nem ola!

Kömomöd monargän ola!

Jenomöz vil olik,

äs in sül, i su tal!

Bodi obsik vädeliki givolös obes adelo!

E pardolös obes debis obsik,

äs id obs aipardobs

debeles obas.

E no obis nindukolös in tentadi;

sod aidalivolös obis de bad.

Jenosöd!

## 같이 보기
- 볼라퓌크 위키백과
- 에스페란토
- 이도 (언어)
- 인테르링구아